# フェデリコ・メーナ
フェデリコ・メーナ (Federico Mena) は、メキシコ出身のコンピューター・プログラマーである。
レッドハット社に勤務していた間、GNOME Canvas というものを作成した。GIMPプロジェクトのメンテナーを務めたこともある。フェデリコ・メーナはジミアン創業時の最も早い時期に採用され、Novellが経営権を握った後も引き続き勤務している。ミゲル・デ・イカザと共に、GNOMEプロジェクトを立ち上げた。
フェデリコ・メーナはメキシコ国立自治大学 (UNAM) に在籍したことがあり、そこでコンピュータ・サイエンスを修めようとしていたイカザと知り合った。その後、メキシコ国立自治大学を中退し、アメリカに在るレッドハット社に勤務することになった。日常生活のほとんどは、メキシコ・シティーで過ごしていたが、現在は妻の Oralia といっしょに Veracruz の Xalapa に住んでいる。